# Brødrene Mozart
Brødrene Mozart er en svensk film instrueret af Suzanne Osten. Den er kendt som den film, den svenske statsminister Olof Palme så den aften han blev myrdet.
Jan Bondeson nedgør filmen i sin bog om Palmemordet: "Brødrene Mozart af den venstreorienterede instruktør Suzanne Osten er en ret tåbelig og intellektuel opstyltet film, ...".
Filmen fik en guldbagge for bedste instruktion.

## Medvirkende (i udvalg)
- Etienne Glaser som Walter
- Philip Zandén som Flemming
- Loa Falkman som Eskil
- Lena T. Hansson som Donna Anna
- Agneta Ekmanner som Marian
- Helge Skoog som Olof
- Grith Fjeldmose som Therés
- Malin Ek som Malia
- Amanda Ooms som Susan
- Björn Kjellman som Håkan
- Iwar Wiklander som teknisk chef
- Ann Petrén som vred dame
- Henric Holmberg som violinist
- Björn Gedda som bassist
- Iwa Boman som fløjtespiller
- Lottie Ejebrant som violinist
- Inga Landgré som journalist